# Lahomno
Lahomno je naselje v Občini Laško.